# Emilio Biemont
Emilio Biemont (París, 1839 - Buenos Aires, 1926) fue un autor, escritor, poeta y periodista francés.

## Trayectoria
Biemont fue un destacado poeta, autor y periodista francés que tuvo trascendencia en los medios literarios a mediados de fines del siglo XIX. Escribió para el teatro muchos "a propós" y un drama: Roger de Naples. Tradujo a Shelley, Heine, Walt Withman, Longfellow, etc.
Radicado en sus últimos años en Argentina, falleció en Buenos Aires a los 82 años.
- Datos: Q25410541